# Abbed
En abbed er forstander for et (større) munkekloster i den Romersk-katolske kirke, især af Benediktinerordenen. Abbeden har i flere henseender den samme værdighed som en biskop. Titlen stammer oprindeligt fra det aramæiske ord abba (fader). Det kvindelige modstykke er abbedisse. 